# 邦巴利区

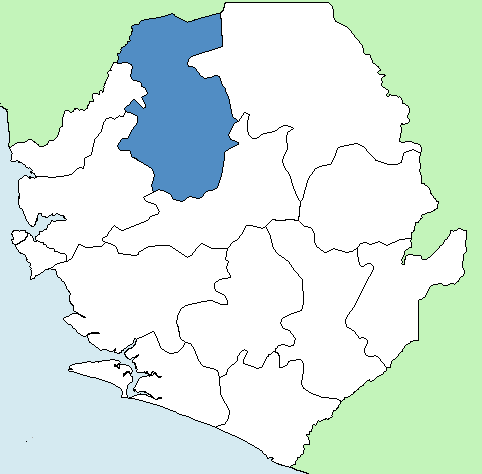
邦巴利区

邦巴利区（Bombali District）是塞拉利昂16区之一，首府马克尼 (Makeni)。邦巴利区隸屬於北方省。马克尼也是北方省最大的城市。邦巴利区也是塞拉利昂北方省人口第二多的区。根據2015年塞拉利昂全国人口普查，邦巴利区的人口为606,183人。